# Neoglyphidodon melas
Neoglyphidodon melas és una espècie de peix de la família dels pomacèntrids i de l'ordre dels perciformes.

## Morfologia
Els mascles poden assolir els 18 cm de longitud total.

## Distribució geogràfica
Es troba des del Mar Roig i l'Àfrica oriental fins a Indonèsia, les Filipines, Taiwan, les Illes Ryukyu, Palau, Nova Guinea, Salomó, Vanuatu i el nord d'Austràlia.